# Fortaleza del Hacho
La fortaleza del Monte Hacho es una fortaleza utilizada como acuartelamiento de Artillería Antiaérea, situada en el Monte Hacho de Ceuta, a unos 190 metros de altura y 800 de distancia del casco urbano.
El recinto fortificado cubre una extensión de 10 hectáreas y cuenta con más de cuarenta torreones circulares de época omeya. En el XVIII se construyen 5 baluartes artilleros: el de la puerta de Málaga, San Antonio, San Amaro, Tenaza (constituido por dos baluartes en ángulo de 90°) y Fuente Cubierta. Estos baluartes, permitían instalar cuatro cañones de medio tamaño cada uno. Presentan garitas y, en algún caso, un búnker moderno en su parte superior.

## Historia de la fortificación
El castillo tiene un origen antiguo, probablemente romano o bizantino; en el año 534 ya existía en el lugar que ahora ocupa la ciudad una guarnición de Bizancio. Sus mayores dimensiones las alcanzó durante el período Omeya de la conquista árabe, aunque en esa época no existía aún un asentamiento poblacional junto al castillo.
Es posible que durante la dominación portuguesa y española el castillo fuera utilizado como ciudadela o último reducto en caso de que existiera una ocupación del puerto y la población por parte de los musulmanes, pero con el aumento del poder de la artillería se fue haciendo más difícil asegurar la ciudad desde el Hacho.
En 1597, el corregidor de Gibraltar, Iñigo de Arroyo Santisteban, hizo que el ingeniero Cristóbal de Rojas pasase por Ceuta para visitar el Castillo y reformar el puerto de la ciudad.
A mediados del siglo XVIII (1773) se construye la actual fortaleza, según una propuesta de Juan Caballero que proyectaba para el fuerte cuarenta torreones, un nuevo cuartel para doscientos soldados y un polvorín para doscientos quintales.
En 1870 se convirtió en penal. La Ley de Prisiones de 1849 disponía que los castigados a cadena perpetua cumplieran su condena en Ceuta y otros presidios africanos menores.
El Hacho se ha ampliado desde entonces con recintos para distintos usos según las necesidades de cada momento. Hoy, abandonada su función como prisión, la fortaleza es un acuartelamiento de Artillería Antiaérea.

## Descripción
Está compuesto por un conjunto de torres, baluartes y lienzos de muralla entre ellos que lo cercan: el Baluarte de la Tenaza y su Pastel, la Puerta de Ceuta, los baluartes San Amaro, San Antonio, Málaga, la Puerta de Málaga, con su cuerpo de guardia, el Baluarte de Fuentecubierta y la Ceuta.
En su interior se encuentra la Casa del Vigía, el Cuartel-presidio, con un aljibe, un barracón y otras edificaciones menores.